# 2395 Aho
2395 Aho је астероид главног астероидног појаса чија средња удаљеност од Сунца износи 3,081 астрономских јединица (АЈ).
Апсолутна магнитуда астероида је 12,6.